# Pericallis malvifolia
Pericallis malvifolia é uma espécie de planta endémica das ilhas dos Açores, onde é conhecida pelo nome popular de malvavisco e onde surge em todas as ilhas exceto Graciosa, Flores e Corvo. Também chamada cabaceira, figueiró, figueira brava, malvaísco, malvão-da-rocha. Pertence ao género Pericallis e à família das Asteraceae.